# Лорел Спрингс (Њу Џерзи)
Лорел Спрингс (енгл. Laurel Springs) град је у америчкој савезној држави Њу Џерзи.

## Демографија
По попису из 2010. године број становника је 1.908, што је 62 (-3,1%) становника мање него 2000. године.
| Група             | 2000.         | 2010.         |
| Белци             | 1.841 (93,5%) | 1.730 (90,7%) |
| Афроамериканци    | 54 (2,7%)     | 66 (3,5%)     |
| Азијати           | 19 (1,0%)     | 19 (1,0%)     |
| Хиспаноамериканци | 32 (1,6%)     | 74 (3,9%)     |
| Укупно            | 1.970         | 1.908         |